# You’ll Never Walk Alone (альбом Элвиса Пресли)
You’ll Never Walk Alone (с англ. — «Ты никогда не будешь одинок») — альбом компиляция американского певца Элвиса Пресли, вышедший в 1971 году.

## Об альбоме
На пластинке собраны песни в жанре госпел разных лет. Две песни — «Who Am I?» и «Let Us Pray» — впервые были выпущены именно на этом альбоме. Кроме того, в пластинку вошли все четыре песни из госпельного мини-альбома 1957 года «Peace in the Valley». Альбом занял 69-е место в американском хит-параде.
В 1986 году альбом был издан с другой обложкой.

## Список композиций
1. You’ll Never Walk Alone (2:42)
2. Who Am I? (3:17)
3. Let Us Pray (2:59)
4. Peace in the Valley (3:20)
5. We Call On Him (2:32)
6. I Believe (2:04)
7. It Is No Secret (What God Can Do) (3:54)
8. Sing You Children (2:08)
9. Take My Hand, Precious Lord (3:17)